# Gaspare Nello Vetro
Gaspare Nello Vetro (Palermo, 8 maggio 1934 – Parma, 4 gennaio 2019) è stato un bibliotecario, musicologo e saggista italiano.

## Biografia
All'età di pochi mesi si trasferì con la famiglia a Roma. Negli anni '50 si laureò in giurisprudenza presso l'Università "La Sapienza" di Roma. Dopo aver superato l'esame di abilitazione all'insegnamento in materie giuridiche ed economiche, vinse un concorso per direttore amministrativo. Prestò servizio prima al Conservatorio di Milano, poi dal 1964 al 1976 al Conservatorio Arrigo Boito di Parma. In seguito fu bibliotecario del Conservatorio di Parma fino al pensionamento nel 1996. Esperto verdiano, ha collaborato continuativamente per la rivista Rassegna Musicale Italiana.

## Onorificenze
- – Commendatore dell'Ordine del Rio Branco della Repubblica del Brasile (1966)
- – Cavaliere dell'Ordine al merito della Repubblica Italiana (1980)

## Pubblicazioni
Alcune pubblicazioni di Gaspare Nello Vetro:
- La musica come professione: legislazione, contratti e giurisprudenza, Spaggiari, Parma, 1970
- Conservatorio di musica di Parma: studi e ricerche (con Guido Piemonte), Battei, Parma, 1973
- Antonio Carlos Gomes. Carteggi italiani (Milano, 1977; Rio de Janeiro, 1982)
- Ildebrando Pizzetti, Parma, 1980
- Il giovane Toscanini, Grafiche STEP, Parma, 1982
- Giovanni Bottesini(Parma, 1989)
- Emanuele Muzio, l'allievo di Verdi (Parma, 1993)
- Il fondo musicale della banda della Guardia Nazionale di Parma (Parma, 1993)
- Teatro Reinach. Gli spettacoli musicali (Parma, 1995)
- Trittico parmigiano: Italo e Cleofonte Campanini e Arturo Toscanini (Parma, 2001)
- Verdi 366. Effemeride di una vita, Ed. Tecnografica, Parma, 2001
- L'apertura del Nuovo Teatro Ducale di Parma, il Regio (Parma, 2007)
- Lucrezia Agujari, la Bastardella (Parma, 1993, II edizione 2010)
- Il Teatro Ducale e la vita musicale a Parma. Dai Farnese a Maria Luigia (Aracne, Roma, 2010)
- Le bande musicali del Regio Esercito dal 1861 al 1915 (Aracne, Roma, 2010)

È autore di circa 400 lemmi musicali dell'Enciclopedia di Parma (Franco Maria Ricci, Milano, 1998).
Ha scritto il Dizionario della Musica del Ducato di Parma e Piacenza, disponibile online sul sito della Casa della Musica di Parma.